# Golßen
Golßen es un municipio situado en el distrito de Dahme-Bosque del Spree, en el estado federado de Brandeburgo (Alemania), a una altitud de 60 metros. Su población a finales de 2016 era de unos 2500 habs. y su densidad poblacional, 40 hab/km².